# Jorge Fernando dos Santos Silva
Jorge Fernando dos Santos Silva, noto semplicemente come Jorge Silva (Porto, 22 marzo 1996), è un calciatore portoghese, difensore svincolato.

## Caratteristiche tecniche
È un terzino destro.

## Carriera

### Club
Cresciuto nel settore giovanile del Leixões, nel 2014 è passato allo Sporting Lisbona. Ha debuttato con la seconda squadra del club biancoverde il 3 dicembre 2014 disputando l'incontro di LigaPro perso 1-0 contro l'União Madeira.

### Nazionale
Ha giocato nella nazionale portoghese Under-19.

## Statistiche
Statistiche aggiornate al 26 gennaio 2020.

### Presenze e reti nei club
| Stagione                  | Squadra                   | Campionato                | Campionato | Campionato | Coppe nazionali | Coppe nazionali | Coppe nazionali | Coppe continentali | Coppe continentali | Coppe continentali | Altre coppe | Altre coppe | Altre coppe | Totale | Totale | Totale |
| Stagione                  | Squadra                   | Comp                      | Pres       | Reti       | Comp            | Pres            | Reti            | Comp               | Pres               | Reti               | Comp        | Pres        | Reti        | Pres   | Reti   |        |
| ------------------------- | ------------------------- | ------------------------- | ---------- | ---------- | --------------- | --------------- | --------------- | ------------------ | ------------------ | ------------------ | ----------- | ----------- | ----------- | ------ | ------ | ------ |
| 2014-2015                 | Sporting Lisbona B        | LdH                       | 1          | 0          |                 | -               | -               |                    | -                  | -                  |             | -           | -           | 1      | 0      |        |
| 2015-2016                 | Sporting Lisbona B        | LdH                       | 7          | 0          |                 | -               | -               |                    | -                  | -                  |             | -           | -           | 7      | 0      |        |
| Totale Sporting Lisbona B | Totale Sporting Lisbona B | Totale Sporting Lisbona B | 8          | 0          |                 | -               | -               |                    | -                  | -                  |             | -           | -           | 8      | 0      |        |
| 2016-2017                 | Leixões                   | LdH                       | 19+2       | 0          | CP+CdL          | 0               | 0               |                    | -                  | -                  |             | -           | -           | 21     | 0      |        |
| 2017-2018                 | Leixões                   | LdH                       | 31         | 0          | CP+CdL          | 1+4             | 0               |                    | -                  | -                  |             | -           | -           | 36     | 0      |        |
| 2018-2019                 | Leixões                   | LdH                       | 32         | 0          | CP+CdL          | 3+0             | 0               |                    | -                  | -                  |             | -           | -           | 35     | 0      |        |
| Totale Leixões            | Totale Leixões            | Totale Leixões            | 84         | 0          |                 | 9               | -               |                    | -                  | -                  |             | -           | -           | 92     | 0      |        |
| 2019-2020                 | Paços Ferreira            | PL                        | 4          | 0          | CP+CdL          | 3+3             | 0               |                    | -                  | -                  |             | -           | -           | 10     | 0      |        |
| Totale carriera           | Totale carriera           | Totale carriera           | 96         | 0          |                 | 14              | 0               |                    | -                  | -                  |             | -           | -           | 110    | 0      |        |

## Palmarès

### Club

#### Competizioni nazionali
- Campionato sloveno: 1

Olimpia Lubiana: 2024-2025